# Segunda Campanha de Napoleão em Itália
A Segunda Campanha de Napoleão em Itália ocorreu no ano de 1800 e marca a intervenção de Napoleão Bonaparte na Guerra da Segunda Coligação. Este conjunto de alianças tinha sido formado com a finalidade de enfrentar a atitude expansionista da França e obrigá-la a manter-se nas suas fronteiras anteriores ao início das guerras revolucionárias francesas, em 1792. Após um período inicial difícil, em que a França perdeu praticamente tudo o que tinha ganho no norte da Itália durante a Guerra da Primeira Coligação, a situação acabou por se equilibrar em meados de 1799. Com o regresso de Napoleão do Egito e a tomada do poder no golpe de Estado de 18 do Brumário, a situação alterou-se radicalmente. Iniciada a ofensiva simultaneamente na Alemanha e no norte de Itália, os Austríacos acabaram por ser derrotados e aceitarem estabelecer a paz com a França. A ofensiva em Itália foi executada sob o comando de Napoleão, já Primeiro Cônsul. Os territórios que os Austríacos tinham reconquistado foram recuperados pela França.

## Antecedentes
A Guerra da Primeira Coligação tinha terminado em 1797 com a assinatura, do Tratado de Campoformio (17 de outubro). Só o Reino da Grã-Bretanha, uma potência marítima, se manteve em guerra com a França para quem, atendendo às características do seu poder militar que era essencialmente naval, não constituía perigo imediato exceto no que implicava à utilização das rotas marítimas. Antes da assinatura do Tratado de Campoformio, tinham sido criadas a República Batava (19 de janeiro de 1795), a República da Ligúria (14 de junho de 1797) e a República Cisalpina (29 de junho de 1797). Postos de lado os planos franceses para uma invasão das Ilhas Britânicas (Napoleão considerou-os impraticáveis devido à supremacia naval britânica), o Diretório deu o seu aval para a Campanha do Egito e o Exército do Oriente, sob o comando de Napoleão Bonaparte, iniciou a viagem a 19 de maio de 1798. Já antes da partida de Napoleão para o Egito, a França tinha iniciado uma política de expansão na Itália.
Depois de terminada a Guerra da Primeira Coligação, contrariando os acordos expressos no Tratado de Campoformio, os Franceses aproveitaram todos os pretextos para intervirem nas entidades políticas vizinhas e criaram uma série de "repúblicas irmãs", estados pelo menos aparentemente independentes mas que na realidade não eram mais que uma forma de os Franceses controlarem os territórios ocupados. Na Itália foram criadas várias repúblicas sendo as mais importantes a República Romana, criada em 15 de Fevereiro de 1798 com base nos Estados Pontifícios, e a República Napolitana ou Partenopéia, criada em 23 de janeiro de 1799. Na Suíça, após a invasão francesa (5 de março de 1798) foi proclamada a República Helvética (12 de Abril de 1798). Esta política expansionista francesa causou preocupação às potências europeias que, para se oporem aos projectos franceses, criaram a Segunda Coligação.
A chamada Guerra da Segunda Coligação começou em março de 1799. Em agosto, quando Napoleão deixou o Egito, a França encontrava-se em dificuldades. Na Alemanha, um exército francês sob o comando do general Jourdan foi obrigado a retirar perante as forças do arquiduque Carlos da Áustria. O seu exército foi reunido ao Exército da Suíça, sob o comando de Massena, formando-se depois o Exército do Danúbio. Na Itália, o general Alexander Suvorov, comandante das forças coligadas russas e austríacas, derrotou os generais franceses. As conquistas efectuadas por Napoleão durante a sua primeira campanha em Itália foram quase todas perdidas e o Exército dos Alpes, sob o comando do general Championnet, foi colocado na defensiva. Quando o exército de Suvorov tentou socorrer as forças russas sob o comando do general Korsakov, na Suíça, foi derrotado por Massena e, a 22 de outubro de 1799, o czar Paulo I retirou as forças russas da coligação..
Napoleão tinha chegado a Paris no dia 16 de outubro, quando já as forças francesas tinham retomado o controlo das operações na Suíça e na Alemanha. Com o golpe de Estado de 18 de Brumário (9 de novembro de 1799), Napoleão assumiu o cargo de Primeiro Cônsul e voltou a sua atenção para a resolução do conflito. No dia de Natal de 1799, Napoleão enviou uma carta ao rei Jorge III do Reino Unido e outra ao imperador Francisco I da Áustria em que propunha a paz sob a condição de ser restabelecida a situação acordada no Tratado de Campoformio. A Grã-Bretanha não aceitou a abertura de negociações de paz e sugeriu que a melhor prova da boa fé do governo francês era a restauração dos Bourbons. A Áustria, que tinha reconquistado os seus anteriores territórios no norte de Itália, recusou as condições apresentadas por Napoleão.

## O teatro de operações

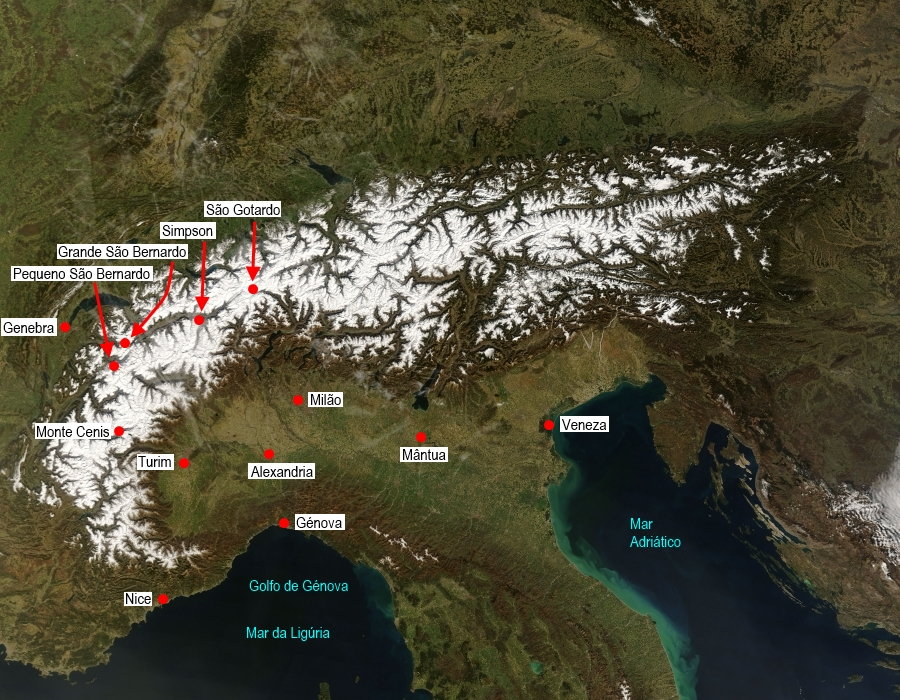
Os Alpes e as passagens para a bacia do rio Pó.

As tropas francesas partiram de França e concentraram-se em Genebra, Suíça. Todo o território, da Suíça até à bacia do rio Pó, em Itália, é montanhoso. Os Alpes, que separam a Suíça da Itália, são um sistema montanhoso que se estende por 1.060 km desde a costa no Mediterrâneo e estabelecem uma fronteira natural entre o Norte de Itália com a França, Suíça, Áustria e Eslovénia. O ponto mais elevado dos Alpes é o Monte Branco que atinge a altitude de 4.807 metros.

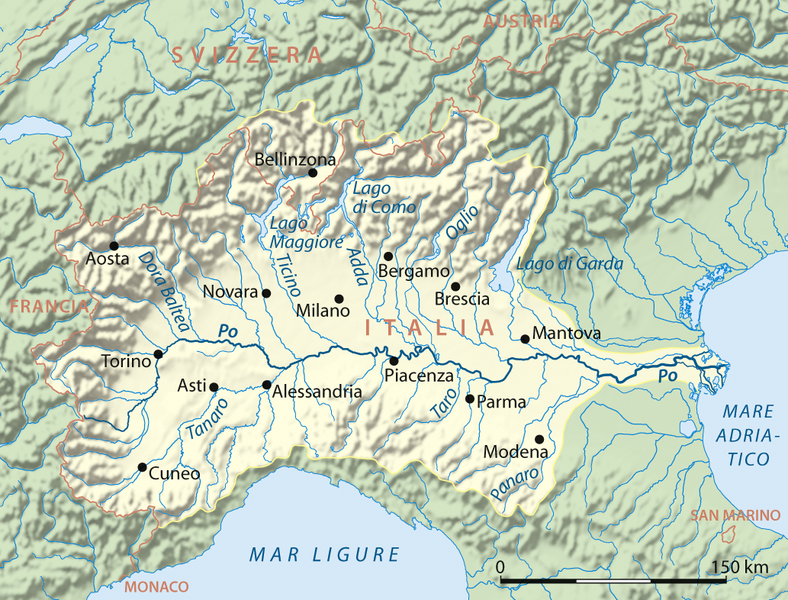
Os Alpes e a bacia do rio Pó.

As principais passagens para a travessia dos Alpes continuam a ser as que foram utilizadas por Napoleão Bonaparte (1800) ou até por Aníbal Barca (218 a.C.): o passo do Grande São Bernardo liga o cantão de Valais (Suíça) a Aosta e Ivrea (Itália) e situa-se a uma altitude de 2.468 metros; o Passo do Pequeno São Bernardo liga Bourg-Saint-Maurice, no departamento de Saboia (França), a La Thuile, no vale de Aosta (Itália), e atinge uma altitude de 2.188 metros; o passo de São Gotardo liga Airolo (Suíça) e Bellinzona (Suíça), a uma altitude de 2.108 metros; o passo do Simplon liga  Briga (Suíça) a Domodossola (Itália) a uma altitude de 2.009 metros.
Quem atravessar os Alpes de Norte para Sul desemboca na fértil bacia do Pó. Este rio, o maior em Itália, nasce nos Alpes Cócios e atravessa o norte de Itália de Oeste para Leste indo desaguar no mar Adriático, perto de Veneza. É navegável em quase toda a sua extensão (652 km) o que mostra a importância das pontes para permitir a passagem das tropas entre as duas margens. Nesta região encontram-se algumas das principais cidades italianas: Turim, Milão, Pavia, Bérgamo, Bréscia, Mântua, situam-se na margem esquerda (Norte); Alexandria, Piacenza, Parma, ou a povoação de Marengo, na margem direita (Sul). O rio Pó tem numerosos afluentes em ambas as margens, com origem nos Alpes, a Norte, ou nos Apeninos, a Sul. A maior parte destes afluentes constituem também obstáculos que só podem ser ultrapassados em pontes.
Génova, que se encontrava cercada quando Napoleão entrou em Itália, é uma cidade portuária na região da Ligúria. É banhada a Sul pelo mar da Ligúria, parte do mar Mediterrâneo. A Norte está rodeada pelo extremo ocidental dos Apeninos Setentrionais. A comunicação com Nice e e outras cidades francesas da chamada Côte d'Azur é feita pela faixa costeira que passa a Sul da cordilheira dos Alpes Marítimos, chamada Riviera.

## As forças em presença

### As forças francesas
Após o golpe de estado de 18 de Brumário, Napoleão Bonaparte assumiu o cargo de Primeiro Cônsul e nomeou o general Louis-Alexandre Berthier como Ministro da Guerra. No dia 24 de novembro foram dadas ordens para Massena assumir o comando do Exército de Itália e para o Exército do Danúbio ser incorporado no Exército do Reno ficando esta força sob o comando do general Jean Victor Marie Moreau.
O Exército de Itália, sob o comando do general André Massena desde 24 de novembro, estava dividido em dois corpos principais: o primeiro, sob o comando do general de divisão Nicolas Jean-de-Dieu Soult, tinha um efetivo de 19.790 homens e incluía a guarnição de Génova; o segundo corpo, sob o comando do general de divisão Louis-Gabriel Suchet, tinha um efetivo de 15.607 homens. Para além destes dois corpos, o Exército de Itália dispunha de 1.500 homens em Antibes, sob o comando do general Jean-Charles Monnier, e de 8.000 homens do corpo de tropas do extinto Exército dos Alpes, sob o comando do general de divisão Jean Victor Tharreau. Ao todo, eram 44.897 homens, dos quais só 36.000 eram tropas de combate e apenas 30.000 estavam disponíveis para a defesa do sector de Génova.

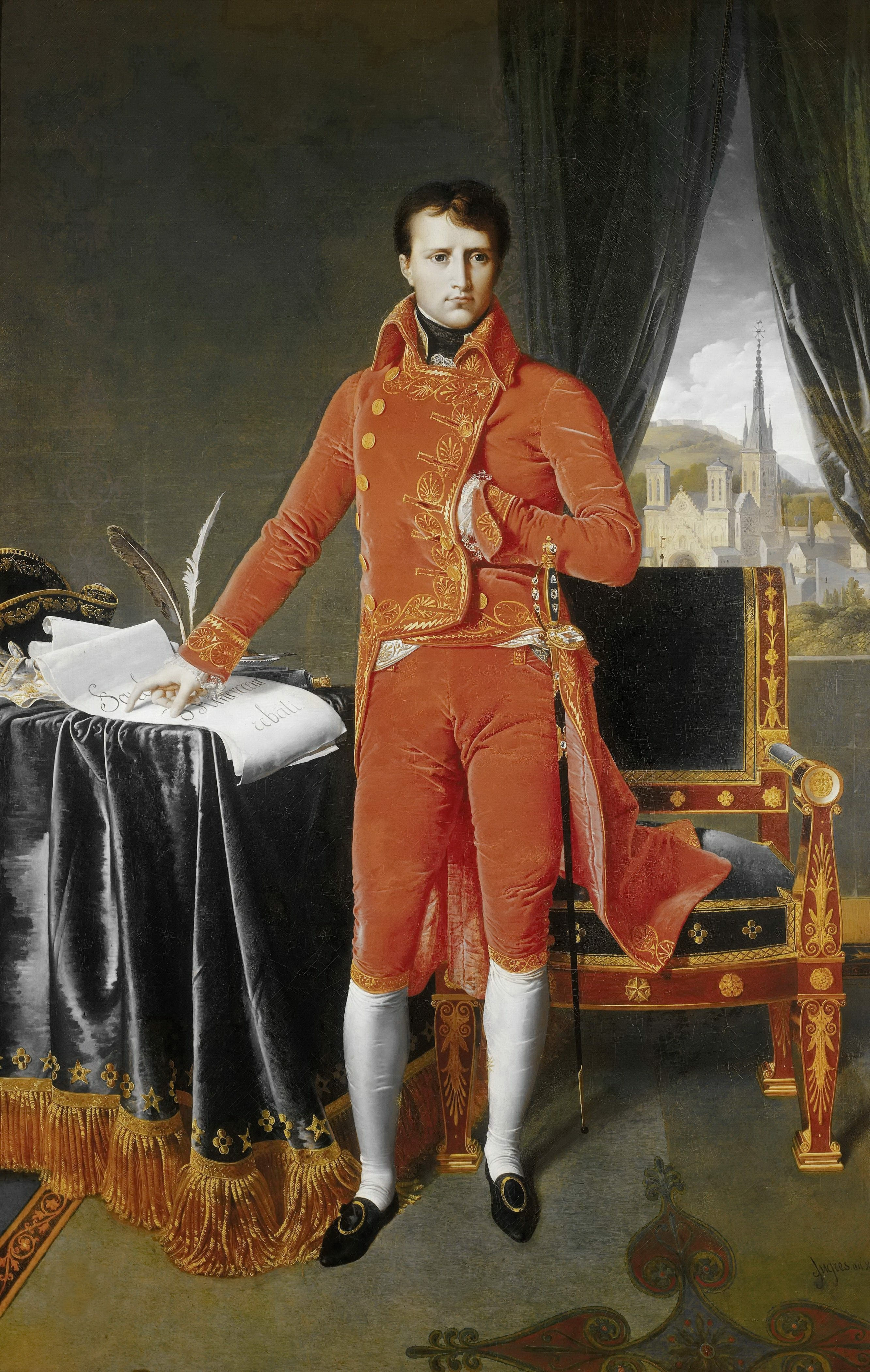
Napoleão Bonaparte, Primeiro Cônsul Quadro de Jean-Auguste Dominique Ingres, de 1803/1804.

O Exército do Reno, sob o comando do general Moreau, tinha um efetivo de 172.706 homens. O Exército do Reno não estava destinado a atuar no teatro de operações da Itália mas o General Moreau recebeu ordens de Napoleão para enviar através dos Alpes uma força de 25.000 homens com a finalidade de reforçar o Exército de Reserva.
O Exército de Reserva foi criado por ordem de Napoleão Bonaparte de 5 de dezembro de 1799. As instruções para a sua formação foram enviadas por Napoleão ao general Berthier, Ministro da Guerra, no dia 25 de janeiro de 1800. De acordo com essas instruções, o Exército de Reserva deveria ser formado por três Corpos de Exército, cada um com 18.000 homens e dezasseis bocas de fogo de artilharia, e o seu centro estaria posicionado em Dijon A 10 de maio de 1800, o Exército de Reserva tinha a seguinte composição:
- Vanguarda, sob comando do general Jean Lannes, constituída por uma divisão sob comando do general François Watrin, com 8.000 homens;
- Corpo de Exército do general Guillaume Philibert Duhesme, formado por duas divisões:

- Divisão do general Louis Henri Loison, com 7.000 homens;
- Divisão do general Jean Boudet, com 8.000 homens;
- Corpo de Exército do general Claude Victor-Perrin, formado por três divisões:

- Divisão do general René Nicolas Monnier, com 4.000 homens;
- Divisão do general Dominique-André de Chambarlhac, com 6.000 homens;
- Divisão do general Joseph Chabran, com 5.000 homens ;
- Corpo de Cavalaria, sob o comando do general Joachim Murat.

Inicialmente, o comandante deste exército foi o general Berthier até o comando ser assumido por Napoleão quando entraram em Itália. O chefe do estado-maior era o general Pierre Antoine, conde Dupont de l'Étang. A artilharia estava a cargo do coronel Auguste Frédéric Louis Viesse de Marmont. Mais tarde houve algumas alterações no comando das unidades e apareceram novos generais como Louis Charles Antoine Desaix, recém chegado do Egipto, ou Gaspard Amédée Gardanne.
No dia 26 de dezembro de 1799, Napoleão decretou o estabelecimento de uma guarda consular com um efectivo de 2.100 homens. Esta força era formada por dois batalhões de granadeiros, cada um contendo uma companhia de infantaria ligeira, dois esquadrões de cavalaria e uma bateria de artilharia. Este corpo de tropas acompanhou Napoleão na expedição a Itália e deu origem, mais tarde à Guarda Imperial.

### As forças austríacas

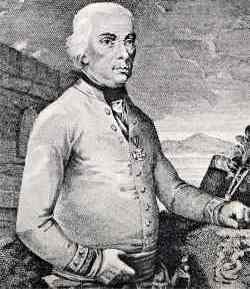
Michael von Melas, comandante do exército austríaco.

As tropas austríacas em Itália eram mais numerosas que as francesas – cerca de 90.000 homens - mas encontravam-se muito dispersas. Para além das tropas que estavam sob comando direto do general Michael Friedrich Benedikt von Melas, cerca de 60.000 homens que atacaram o Exército de Itália já sob o comando de Massena, existiam:
- 8.000 homens sob o comando do general Josef Philipp Vukassovich, em Bellinzona, para controlarem o Passo do São Gotardo;
- 3.000 homens sob o comando do general-Major Auguste de Briey, ao longo do Rio Dora Baltea, com a missão de controlarem o Passo do Grande São Bernardo;
- 5.000 homens no vale do rio Dora Riparia para controlarem o passo do Monte Cenis;
- 1.000 homens no vale de Stura;
- 10.000 homens nas guarnições no Norte de Itália;
- 3.000 homens na Toscânia e na Romanha;
- 3.000 homens na Ístria.

Como se verá, as operações em Itália podiam ser influenciadas pelos resultados obtidos no Sul da Alemanha. Ali, o Exército do Reno enfrentava uma força de cerca de 72.000 homens sob o comando do general Pál Kray (de origem húngara), o antecessor do general Melas, que tinha reconquistado para a Áustria os territórios do Norte de Itália perdidos para a França durante a Guerra da Primeira Coligação.

## A campanha

### Os planos
Tendo de enfrentar a situação na Alemanha e na Itália, Napoleão decidiu assumir o comando das tropas neste último teatro de operações. O que restava do Exército de Itália foi colocado sob o comando de Massena que recebeu a missão de fixar os Austríacos perto de Génova. No entanto, o sistema logístico utilizado (viver dos territórios onde atuavam) obrigava a dispersar as tropas para se poderem abastecer. No dia 5 de abril de 1800, os Austríacos atacaram de surpresa e o exército de Massena que, perante um inimigo com o dobro dos efetivos, ficou dividido em dois. Massena, com cerca de 10.000 homens do corpo de tropas de Soult, refugiou-se na praça de Génova, que foi cercada pelas tropas austríacas. Desde 19 de abril, com o apoio de uma frota britânica foi bloqueado o acesso à cidade por terra e por mar. Génova acabou por capitular a 4 de junho de 1800. As restantes forças francesas, sob o comando do general Suchet, foram perseguidas para além de Nice pelas tropas austríacas, sob o comando do general Melas. Este, partindo do princípio que os Franceses não estavam em condições de lançarem uma ofensiva na Itália, dispersou as suas forças numa frente de quase 250 km a fim de guardar as passagens nos Alpes. Preparava-se para, após a queda de Génova, invadir a França pela região da Provença.

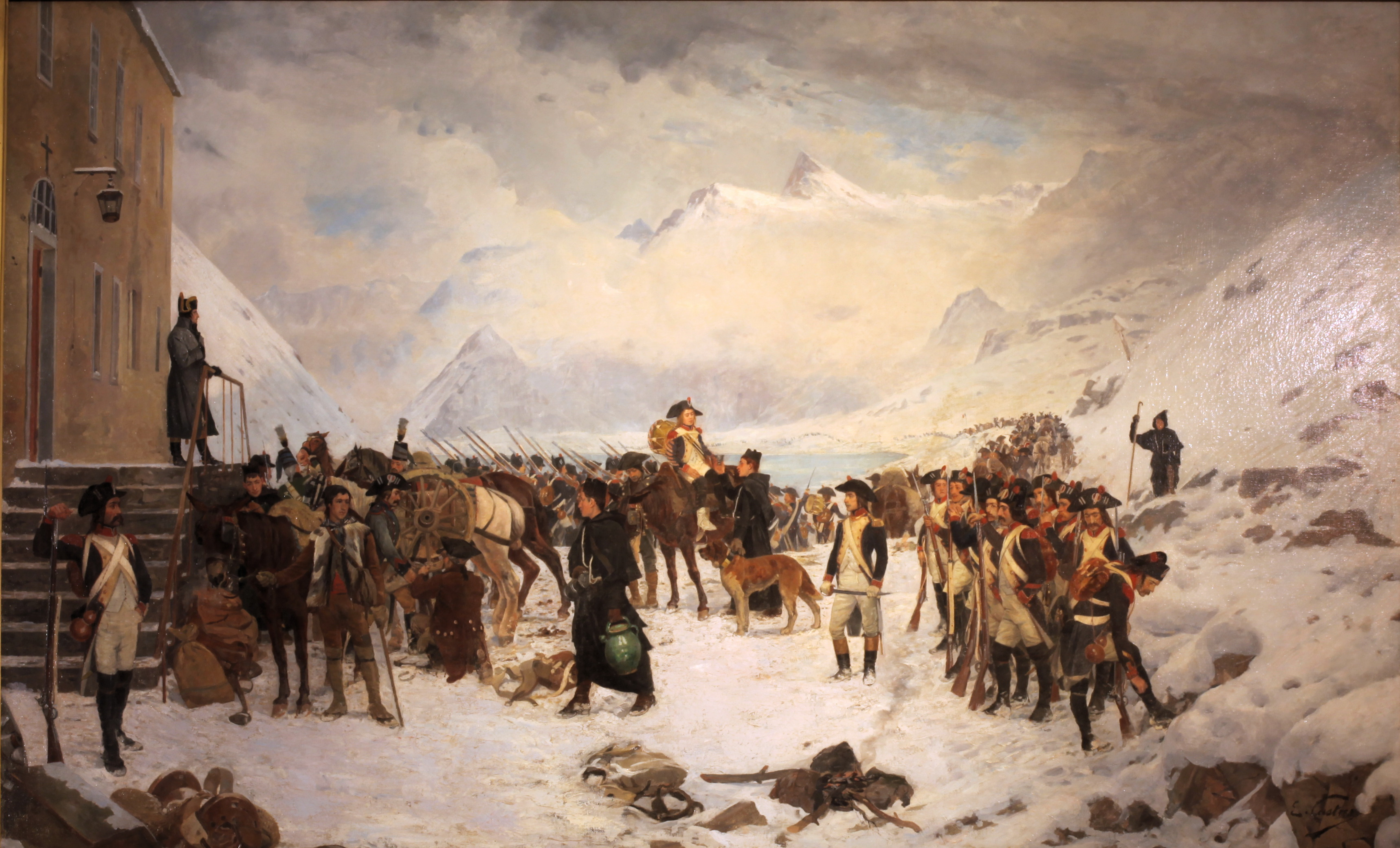
Napoleão na travessia do passo do Grande São Bernardo. Pintura a óleo de Edouard Castres, no Museu Militar de Morges, Suíça.

A França tinha a maioria das suas tropas na Alemanha e ao longo do Reno. Os dois exércitos franceses ali presentes, o Exército do Danúbio e o Exército do Reno, dispunham de cerca de 170.000 homens. Por seu lado, o Exército de Itália não dispunha de mais que uns 44.000 homens, depois de terem sofrido importantes derrotas. Os Austríacos acreditavam que a França tinha colocado todos os seus exércitos no terreno e, atendendo à distribuição de forças, lançaria o principal ataque na região do Reno e na Alemanha. Estas conclusões, a que os austríacos chegaram, iriam favorecer Napoleão Bonaparte.
Napoleão deu instruções a Berthier para organizar o Exército de Reserva, com 60.000 homens, e reuni-lo junto à fronteira com a Suíça. O plano de Napoleão era avançar com aquele exército através dos Alpes, na Primavera seguinte (1800), por forma a atingir a retaguarda das tropas austríacas que se encontravam a cercar Génova. Alguns correios conseguiram passar o bloqueio a Génova e fizeram chegar mensagens a Massena. Napoleão esperava que Massena aguentasse o cerco pelo menos até 30 de maio. Os austríacos, por seu lado, estariam mais ocupados em conter a ofensiva a Norte (na Alemanha), onde pensavam que o Exército do Reno lançaria o ataque principal. O exército organizado por Berthier, devidamente equipado para a travessia dos Alpes, estava pronto para marchar em Abril de 1800. No dia 6 de maio de 1800, Napoleão viajou para Genebra a fim de assumir o comando do Exército de Reserva. No dia 5 de Maio, um dia antes de deixar Paris em direção a Genebra, Napoleão enviou uma ordem ao general Moreau, comandante do Exército do Reno, para que um corpo de tropas de 25.000 homens, daquele exército, se dirigisse para Itália, através do passo de São Gotardo, para reforçar o Exército de Reserva. Moreau enviou apenas 15.000 homens sob comando do general Bon-Adrien Jeannot de Moncey.

### A travessia dos Alpes

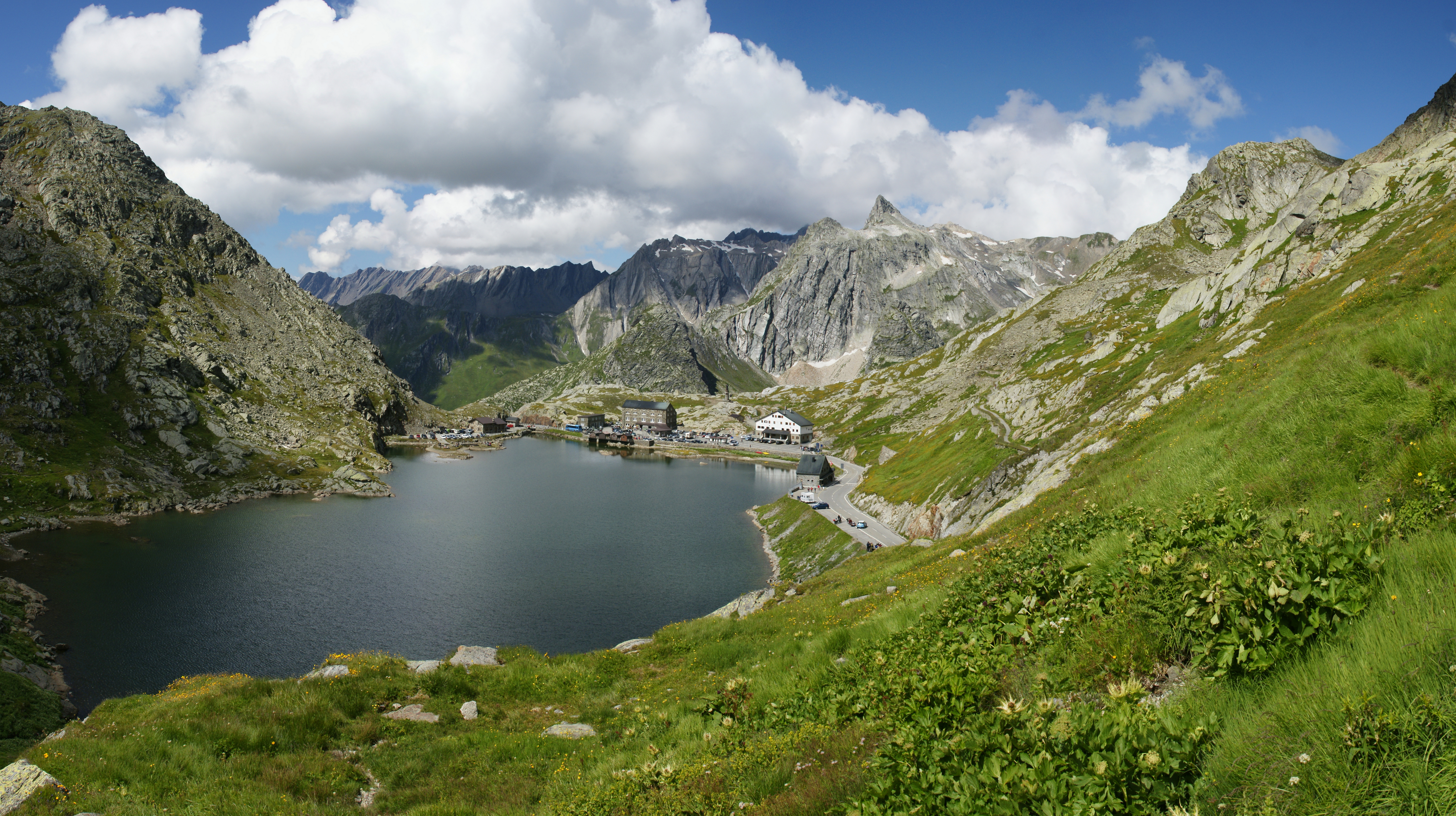
O passo do Grande São Bernardo na fronteira entre a Suíça e a Itália.

No dia 27 de abril de 1800, o Exército de Reserva tinha ainda grandes faltas em recursos humanos e materiais. No entanto, nesta data, partiram as primeiras três divisões para Genebra (no extremo sudoeste do lago Léman) onde se concentraria todo o exército. Dali, assim que estava preparado, o exército marchou pela margem norte do Lago Léman, passando por Lausana, até Villeneuve, no Cantão de Vaud (Suíça), no extremo sudeste daquele Lago. A bagagem mais pesada e os abastecimentos seguiram de Genebra para Villeneuve por barco. Berthier  transferiu o seu quartel-general de Dijon para Genebra a 3 de maio. Napoleão chegou àquela cidade no dia 9 de Maio, a Lausana no dia 12 de maio, onde se manteve até ao dia 16, quando partiu para Saint-Maurice, onde chegou no mesmo dia, e dali para Martigny onde chegou a 17 de maio. No dia 14 de maio, a guarda avançada francesa tinha atingido Bourg-Saint-Pierre, 1.630 metros acima do nível do mar, na fronteira entra a Suíça e a Itália, a última posição habitada antes de iniciar a travessia do passo do Grande São Bernardo. No dia 15, o Exército de Reserva começou a travessia dos Alpes.

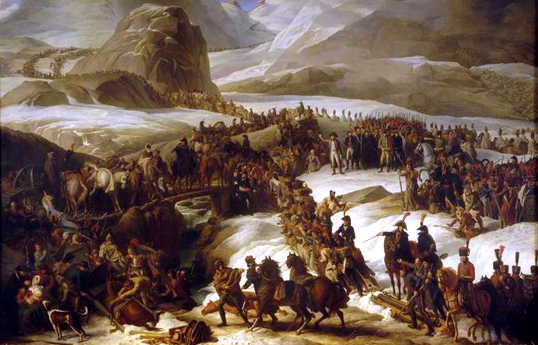
O exército francês na travessia do passo de São Bernardo, por Charles Thevenin, 1806.

O exército de Napoleão avançou várias passagens suficientemente afastadas para não permitir que os Austríacos detetassem a localização e dimensão da força principal. Cerca de 5.000 homens marcharam na direção do passo do Monte Cenis, a passagem mais a Sul. A maior parte das forças seguiram pelo passo do Grande São Bernardo. Avançar de Bourg-Saint-Pierre para esta passagem que permitia atravessar os Alpes para a vertente italiana, o Vale de Aosta, significava subir até aos 2.469 metros. Foi uma passagem difícil e cheia de obstáculos. «Estamos a lutar contra o gelo, a neve, o vento e as avalanches» escrevia Napoleão numa carta endereçada aos outros elementos do Consulado. Napoleão chagou a Aosta a no dia 21 de maio e ali assumiu o comando direto das operações. O general Lannes, que comandava a guarda avançada, encontrou dificuldades ainda maiores ao ter de capturar Forte Bard na parte mais estreita do desfiladeiro de Dora Baltea. O forte tinha uma guarnição austríaca de 300 homens e 18 bocas de fogo de artilharia e o cerco durou de 19 de Maio a 2 de Junho. Dois problemas se colocavam nesta demora e outras que entretanto podiam surgir: por um lado, Massena não poderia aguentar muito tempo o cerco a que estava sujeito em Génova; por outro lado, a cavalaria necessitava atingir rapidamente a região da bacia do Pó a fim de obter a forragem necessária..

### Operações em Itália
Napoleão foi de tal forma bem sucedido na passagem dos Alpes que Melas partiu do princípio que se tratavam apenas de forças isoladas de menor dimensão destinadas a distrair os Austríacos das operações principais na Alemanha e ao longo do Reno e a aliviar a pressão ao longo da Riviera. Inicialmente, Melas pensou estar perante uma ameaça de seis ou sete mil homens. A vanguarda francesa conseguiu contornar Forte Bard e, no dia 22 de maio, atingiu e capturou a cidade de Ivrea para onde Napoleão se dirigiu e chegou a 26. Para Sul de Ivrea estende-se a rica bacia do rio Pó. Só no dia 19 de maio, Melas se apercebeu que os Franceses estavam a entrar em Itália com uma força considerável que podia pô-lo em perigo. Imediatamente enviou tropas que se encontravam mais a sul para enfrentarem esta ameaça vinda dos Alpes. No entanto, colocava-se um problema: qual dos corpos de tropas que atravessavam os Alpes constituía a força principal? Melas começou a reunir as suas forças em Turim. Napoleão utilizou a Divisão de Lannes para enganar os Austríacos e impedi-los de se aperceberem do movimento do grosso das tropas.

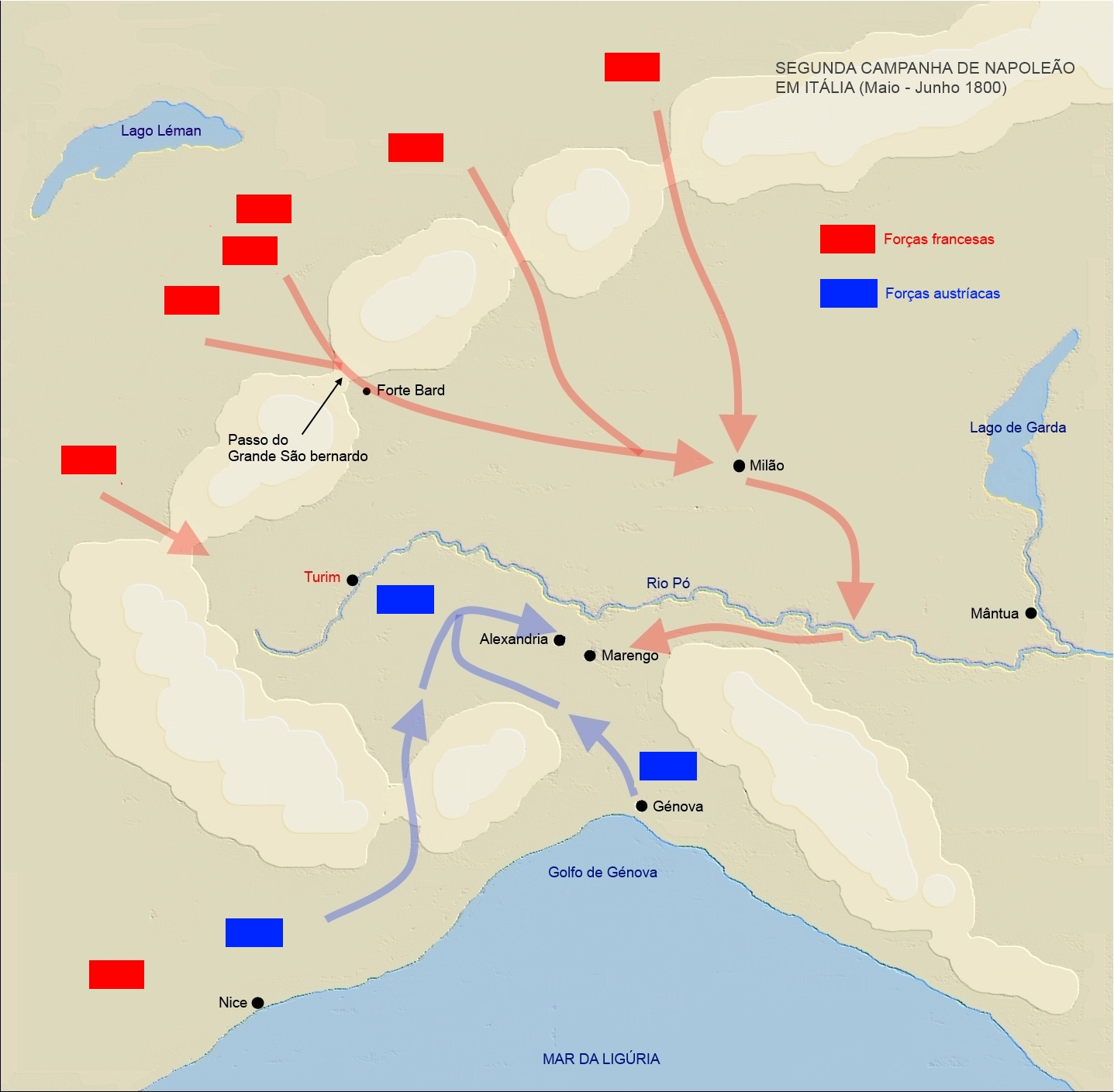
Esquema dos principais movimentos das forças francesas e austríacas no decorrer da Segunda Campanha de Napoleão em Itália.

Era suposto Napoleão dirigir-se de imediato para Génova a fim de socorrer as tropas francesas ali cercadas. No entanto, dirigiu-se para Milão, a principal base de apoio austríaca, onde entrou no dia 2 de Junho. Nas suas Memoirs, Napoleão explica que escolheu esta opção porque, por um lado, ao tomar Milão capturava os principais depósitos e hospitais do exército austríaco e, por outro lado, faria a junção com as tropas do General Moncey (do Exército do Reno) e, enquanto cortava as linhas de comunicação dos austríacos, podia assegurar para si dois eixos de retirada, os passos do Simplon e do São Gotardo. O objectivo de Napoleão era expulsar os Austríacos da Itália e não apenas libertar Génova. Napoleão chegou a Milão no dia 2 de junho e aí se manteve até ao dia 9. Entretanto, no dia 4 de Junho, Génova capitulou após ter perdido cerca de 4.000 homens nos combates e por doença. Atendendo ao bravo comportamento da guarnição na defesa da praça, aquela foi autorizada a sair com honras militares e a dirigir-se para França. Os doentes e feridos, bem como as bagagens, foram transportados para França em navios britânicos.
Ao descobrir que as forças francesas que atravessaram os Alpes e ameaçavam a sua retaguarda eram mais numerosas que o que tinha estimado inicialmente, o general Melas, no dia 29 de maio, começou a movimentar as suas tropas por forma a concentrá-las na região de Alexandria. A Sul, mantinha-se o general Ott que comandava o cerco de Génova. No dia 5 de Junho, após a capitulação daquela praça, o corpo de tropas do General Ott dirigiu-se para Norte com a finalidade de controlar a passagem sobre o rio Pó em Piacenza. Napoleão, por seu lado, manteve-se em Milão até ao dia 9 de Junho. Só no dia 8 teve conhecimento da capitulação de Génova. A sua intenção era enfrentar Melas na região de Alexandria. Para cortar todas as possíveis linhas de retirada do exército austríaco, Napoleão pretendeu apoderar-se de todas as passagens sobre o rio Pó entre Valenza e Piacenza. Foram iniciados uma série de movimentos por forma a marchar contra as forças austríacas:
- No dia 4 de junho, o general Lannes, que se encontrava em Pavia com a divisão de Watrin, recebeu ordem para atravessar o rio Pó e ocupar Stradella. Murat, que se encontrava em Piacenza com a divisão de Boudet, recebeu ordem para atravessar o Pó e apoiar o corpo de tropas de Lannes. Estas forças atravessaram o Pó no dia 7 de junho quase sem encontrarem oposição.

- No dia 8 de junho, Lannes recebeu ordem para se movimentar para Voghera, sobre a estrada que ligava Génova a Alexandria. No dia seguinte, a divisão de Watrin encontrou o corpo de tropas do general Ott.

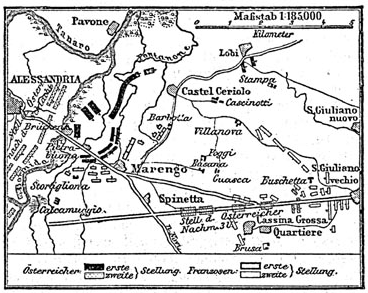
A vitória de Marengo foi decisiva para a derrota dos Austríacos em Itália e para a consolidação de Napoleão no poder.

As tropas austríacas tinham iniciado a marcha para Norte no dia 5 de junho. O general Ott tinha recebido ordens de Melas para se apoderar da passagem do rio Pó em Piacenza. Após terem sido iniciados os combates entre as duas forças, a divisão de Chambarlhac, do corpo de Victor, marchou em apoio de Watrin. A Batalha de Montebello (também referida como Batalha de Casteggio), travada a 9 de junho foi uma importante vitória das forças francesas. As baixas sofridas pelos austríacos foram numerosas. Ott retirou para Oeste, em direção ao rio Scrivia e depois seguiu para Alexandria.
- No dia 10 de junho, Napoleão e Berthier atravessaram o rio Pó e estabeleceram o quartel-general em Stradella.

- No dia 11 de junho, Napoleão redistribuiu as forças por forma a enfrentar os austríacos. A Sul do rio Pó, perto de Voghera, onde existia uma pequena fortaleza que controlava a ponte por onde a estrada Voghera – Alexandria atravessava o rio Scrivia, ficaram as seguintes forças:

- Corpo sob o comando do general Desaix, formado pelas divisões de Boudet e Monnier (8.900 homens);
- Corpo sob o comando do general Victor, formado pelas divisões de Chamberlhac e Gardenne (9.000 homens);
- Corpo de Lannes que era constituído pela divisão de Watrin (5.100 homens);
- Corpo de cavalaria sob o comando de Murat com 3.700 homens.
A cada corpo foi atribuída uma das brigadas que compunham a divisão de cavalaria de Murat. Para além desta força com 26.700 homens, Napoleão colocou a Norte do rio Pó uma força de 20.700 homens sob o comando dos generais Duhesme (11.600) e Moncey (9.900). Estas tropas tinham a missão de assegurar o controlo das linhas de comunicações.
No dia 12 de junho, a divisão de Lapoype, do Corpo de Moncey, que se encontrava em Pavia, juntou-se às tropas a Sul do rio Pó. O exército francês avançou em direção ao rio Scrivia e não encontrou oposição. No dia seguinte prosseguiram em direção a Alexandria. Napoleão, perante a retirada austríaca, concluiu que Melas estava a retirar em direção a Génova. Por esta razão, enviou Desaix com a divisão de Boudet para Serravalle, 20 km para sul de Tortona, com a missão de bloquear a estrada Alexandria-Génova. As restantes tropas continuaram o seu avanço até que, no dia 13, a divisão de Gardanne entrou em contacto com a guarda de retaguarda austríaca. Houve alguns combates e os austríacos retiraram.

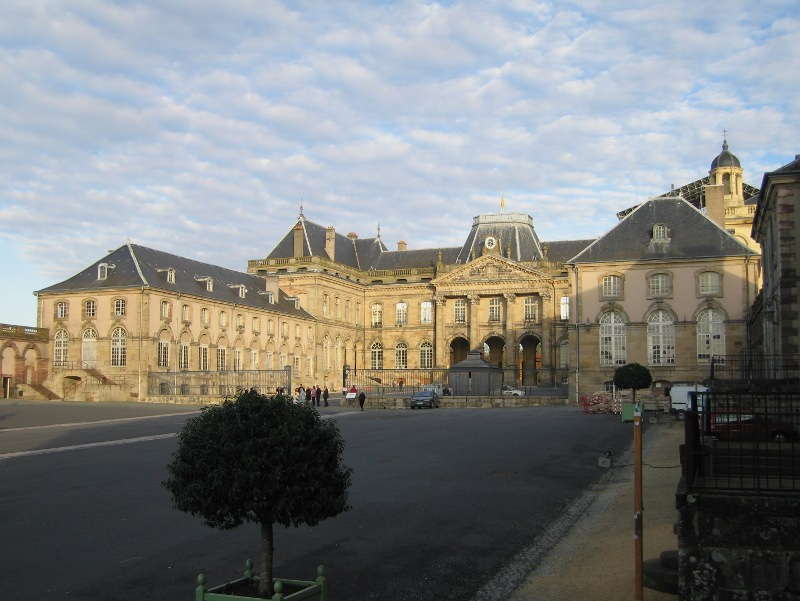
Palácio de Lunéville, França, onde foi assinado o tratado de paz com os Austríacos.

No dia 14 de julho, Napoleão estava convencido que Melas tinha retirado e distribuiu ordens às suas forças de reserva para efetuarem reconhecimentos. No entanto, Melas atacou as forças francesas em Marengo. A dispersão das forças francesas proporcionou que os atacantes austríacos fossem superiores em número e os franceses foram obrigados a recuar vários quilómetros. Reconhecendo o seu erro, Napoleão enviou ordens a Desaix para regressar com a máxima urgência. Desaix conseguiu chegar durante a tarde, quando os austríacos se sentiam já seguros da vitória. Os franceses retomaram a ofensiva e derrotaram as tropas austríacas. Desaix foi mortalmente ferido durante os combates. A Batalha de Marengo foi a mais sangrenta desta campanha: 4.700 franceses e 6.481 austríacos foram mortos ou feridos. Os franceses também perderam 900 homens que desapareceram ou foram feitos prisioneiros e aprisionaram 2.921 austríacos além de numerosa artilharia e munições. A vontade austríaca de continuar a guerra quebrou. Aos austríacos restava negociar para salvarem o que fosse possível.

### Fim da campanha e da coligação
Na tarde do dia 15 de junho, Melas e Berthier assinaram uma convenção em Alexandria. Nos termos desse documento, as hostilidades ficavam suspensas na frente italiana até à conclusão de um tratado de paz definitivo. Entretanto, os austríacos retiraram as suas tropas para norte do rio Pó e Leste do rio Mincio. As forças francesas e austríacas ficaram separadas por uma zona desmilitarizada entre os rios Chiese e Mincio. O Exército de Reserva foi reforçado com as forças do Exército de Itália e o seu comando foi entregue a Massena. No dia 25 de junho, Napoleão partiu para Paris. A paz entre a França e a Áustria foi estabelecida pelo Tratado de Lunéville assinado a 9 de fevereiro de 1801, consequência das derrotas que os austríacos sofreram depois no teatro de operações da Alemanha.